# Gastrimargus hyla
Gastrimargus hyla är en insektsart som beskrevs av Sjöstedt 1928. Gastrimargus hyla ingår i släktet Gastrimargus och familjen gräshoppor. Inga underarter finns listade i Catalogue of Life.